# 454-es busz
A 454-es busz a budapesti agglomerációban közlekedő helyközi járat, amely Gödöllő és Váckisújfalu között közlekedik. Csak tanítási időszakban, munkanapokon közlekedik.

## Története
A busz 2015. augusztus 1-jétől közlekedik.

## Megállóhelyei
| 0                                                                  | 0  | Gödöllő, autóbusz-állomás végállomás            | 28 | 27 | 317, 324, 402, 404, 405, 406, 407, 410, 412, 422, 426, 430, 432, 440, 441, 442, 444, 446, 447, 448, 450, 451, 452, 455, 461, 463, 464, 465, 466, 468, 469, 470, 471, 472, 473, 474, 475, 476, 477, 478, 479 1040, 1049, 1052, 1076, 1077, 1078 |
| 1                                                                  | 1  | Gödöllő, szökőkút                               | 27 | 26 | 317, 324, 402, 412, 422, 432, 442, 446, 447, 448, 450, 451, 452, 453, 455, 464, 466, 470, 471, 472, 473, 474, 475, 476, 477, 478, 479 1052, 1076                                                                                               |
| 2                                                                  | 2  | Gödöllő, Szilhát utca                           | 26 | 25 | 412, 422, 450, 451, 452, 453, 455, 464 1052, 1076 |
| 3                                                                  | 3  | Gödöllő, Széchenyi István utca                  | 25 | 24 | 402, 412, 422, 432, 442, 450, 451, 452, 453, 455, 464 1052, 1076 |
| 4                                                                  | 4  | Gödöllő, Idősek Otthona                         | 24 | 23 | 402, 412, 432, 422, 442, 450, 451, 452, 453, 455, 464 1052, 1076 |
| 5                                                                  | 5  | Gödöllő, Haraszti út                            | 23 | 22 | 402, 412, 422, 442, 450, 451, 452, 453, 455, 464 1052, 1076 |
| 6                                                                  | 6  | Gödöllő, Úrréti-tó                              | 22 | 21 | 396, 398, 450, 451, 452, 453, 455, 464 |
| Gödöllő–Szada közigazgatási határa                                 |    |                                                 |    |    | |
| 7                                                                  | 7  | Szada, Tél utca                                 | 21 | 20 | 396, 398, 450, 451, 452, 453, 455 |
| 8                                                                  | 8  | Szada, Dózsa György út 6.                       | 20 | 19 | 396, 398, 450, 451, 452, 453, 455 |
| 9                                                                  | 9  | Szada, Dózsa György út 51.                      | 19 | 18 | 396, 398, 450, 451, 452, 453, 455 |
| 10                                                                 | 10 | Szada, Dózsa György út 111.                     | 18 | 17 | 396, 398, 450, 451, 452, 453, 455 |
| 11                                                                 | 11 | Szada, TÜZÉP telep                              | 17 | 16 | 396, 397, 398, 399, 450, 451, 452, 453, 455 |
| Szada–Veresegyház közigazgatási határa                             |    |                                                 |    |    | |
| 12                                                                 | 12 | Veresegyház, Közúti Igazgatóság                 | 16 | 15 | 396, 397, 398, 399, 450, 451, 452, 453, 455 |
| Egyes menetek a veresegyházi vasútállomás érintésével közlekednek. |    |                                                 |    |    | |
| ∫                                                                  | 13 | Veresegyház, vasútállomás                       | 15 | 14 | 392, 451 S71 G71 |
| 13                                                                 | 14 | Veresegyház, vasútállomás bejárati út           | 14 | 14 | 391, 392, 395, 396, 397, 398, 399, 450, 451, 452, 453, 455 |
| 14                                                                 | 13 | Veresegyház, benzinkút                          | 13 | 13 | 391, 393, 394, 395, 396, 397, 398, 399, 450, 451, 452, 453, 455 |
| 15                                                                 | 14 | Veresegyház, általános iskola                   | 12 | 12 | 318, 319, 391, 392, 393, 394, 395, 396, 397, 398, 399, 450, 451, 452, 453, 455 |
| 16                                                                 | 15 | Veresegyház, templom                            | 11 | 11 | 391, 392, 393, 394, 395, 396, 397, 398, 399, 450, 452, 455 |
| 17                                                                 | 16 | Veresegyház, Fő út 130.                         | 10 | 10 | 396, 397, 398, 399, 450, 455 |
| 18                                                                 | 17 | Veresegyház, autóbusz-forduló                   | 9  | 9  | 396, 397, 398, 399, 450, 455 |
| Veresegyház–Őrbottyán közigazgatási határa                         |    |                                                 |    |    | |
| 19                                                                 | 18 | Őrbottyán, Fő út                                | 8  | 8  | 398, 399, 455 |
| 20                                                                 | 19 | Őrbottyán, Rendőrőrs                            | 7  | 7  | 313, 315, 316, 342, 394, 398, 399, 452 |
| 21                                                                 | 20 | Őrbottyán, posta                                | 6  | 6  | 313, 315, 316, 342, 394, 398, 399, 452 |
| 22                                                                 | 21 | Őrbottyán, vasútállomás bejárati út             | 5  | 5  | 313, 315, 316, 342, 394, 398, 399, 452 |
| 23                                                                 | 22 | Őrbottyán, Hajós Alfréd utca                    | 4  | 4  | 313, 315, 316, 342, 394, 398, 399, 452 |
| 24                                                                 | 23 | Őrbottyán, Béke utca                            | 3  | 3  | 313, 315, 316, 342, 394, 398, 399, 452 |
| 25                                                                 | 24 | Őrbottyán, Rákóczi Ferenc utca autóbusz-forduló | 2  | 2  | 315, 316, 342, 394, 398, 399, 452 |
| Őrbottyán–Váckisújfalu közigazgatási határa                        |    |                                                 |    |    | |
| 26                                                                 | 25 | Váckisújfalu, vasúti megállóhely                | 1  | 1  | 316, 342, 347, 348, 394 |
| 27                                                                 | 26 | Váckisújfalu, Petőfi utca végállomás            | 0  | 0  | 316, 342, 347, 348, 394 |